# Väsen Street
Väsen Street är ett musikalbum av Väsen, utgivet 2009 av NorthSide. Namnet på skivan kommer av att i Bloomington, Indiana finns det en grupp människor som kallar sig "Team Väsen" och de jobbar på att få en gata uppkallad efter gruppen. I och med detta album firar Väsen 20-årsjubileum sedan gruppen startades.
Låten "Gubben Wester" är en present till musikern Mats Wester på hans 40-årsdag.

## Låtlista
Alla låtar är arrangerade av Väsen.
1. "Rob's Polska" (Johansson) – 3:25
2. "Skräplandschottis" (Marin) – 2:40
3. "Botanisten (The Botanist)" (Marin) – 3:42
4. "Gubben Wester" (Tallroth) – 3:33
5. "Polska till Wik" (Viksta-Lasse) – 3:22
6. "Garageschottis" (Marin) – 3:16
7. "The Late Waltz" (Tallroth) – 3:33
8. "Asko Pasko Polska" (Johansson) – 2:58
9. "Väsen Street" (Johansson) – 3:19
10. "Absolute Swedish" (Tallroth) – 6:00
  - Mike Marshall — mandolin
  - Darol Anger — 5-strängad fiol
11. "Mördar Cajsas polska" (Johansson) – 2:43
12. "Hagsätra brudmarsch" (Johansson) – 2:56
  - Mia Marin — fiol
  - André Ferrari — percussion
13. "Lille Skutt" (Trad. e. Byss-Calle) – 2:39
14. "Tunggus och Lintas" (Marin) – 3:30
15. "Eklundapolska nr 3" (Viksta-Lasse) – 2:41
16. "Yoko" (Marin) – 5:01

Total tid: 52:38

## Medverkande
- Väsen:
  - Olov Johansson – 3-radig kromatisk nyckelharpa, kontrabasharpa, oktavnyckelharpa
  - Roger Tallroth – 12-strängad gitarr, Martin T-15 tenorgitarr, 12-strängad semi-akustisk gitarr
  - Mikael Marin – 5-strängad viola
- Mike Marshall – mandolin
- Darol Anger – 5-strängad fiol
- Mia Marin – fiol
- Emma Reid – fiol
- André Ferrari – percussion

## Mottagande
Skivan fick ett gott mottagande när den kom ut med ett snitt på 4,2/5 baserat på åtta recensioner